# Xavier Hosten
Pour les articles homonymes, voir Hosten.
Xavier Hosten est un acteur belge, né le 1er octobre 1981.

## Biographie
En 2000, Xavier Hosten étudie à l'IAD (Institut des arts de diffusion à Louvain-la-Neuve en Belgique[réf. souhaitée].

## Filmographie

### Cinéma

#### Longs métrages
- 2006 : Mes copines de Sylvie Ayme : Cédric
- 2009 : L'Armée du crime de Robert Guediguian : Cristéa
- 2014 : Yves Saint Laurent de Jalil Lespert : le journaliste

#### Courts métrages
- 2013 : Eliot de Philippe Reypens : Eliot, adulte
- 2015 : XYZ, the City Hunter de M. Tikal : Ryô Saeba

### Télévision

#### Téléfilms
- 2009 : Louis XV, le soleil noir de Thierry Binisti : le jeune serviteur
- 2010 : Fracture d'Alain Tasma : Loïc
- 2011 : L'Été des Lip de Dominique Ladoge : Sébastien Chaperon

#### Séries télévisées
- 2006 : Septième ciel Belgique : Mathieu (saison 1, épisode 1 : Retrouvailles)
- 2010 : La Commanderie : le soldat Grégoire (8 épisodes)
- 2010 :  Les Bleus : Matthieu (saison 3, épisode 3 : L'Envers du décor)
- 2010 : Contes et nouvelles du XIXe siècle  : le fiance de la cliente en retard (saison 4, épisode 4 : Crainquebille)
- 2011 : Interpol : Hugo (saison 2, épisode 4 : La Tête haute)
- 2012 : Engrenages : Alcala (saison 4, épisode 1)
- 2014 : Détectives : Benjamin Dubreuil (saison 2, épisode 1 : Abus de faiblesse)
- 2016-2017 : Glacé : Alex Morand (3 épisodes)
- 2018 : Maman a tort :  Timo (6 épisodes)
- 2019 : Le juge est une femme : de (saison 24, épisode 6 : Intelligence)
- 2021 : HPI (saison 2, épisode 5 « De mille feux » réalisé par Jean-Christophe Delpias et épisode 8 « Serendipity » réalisé par Djibril Glissant) : Romain Destat